# Lifan Automobile

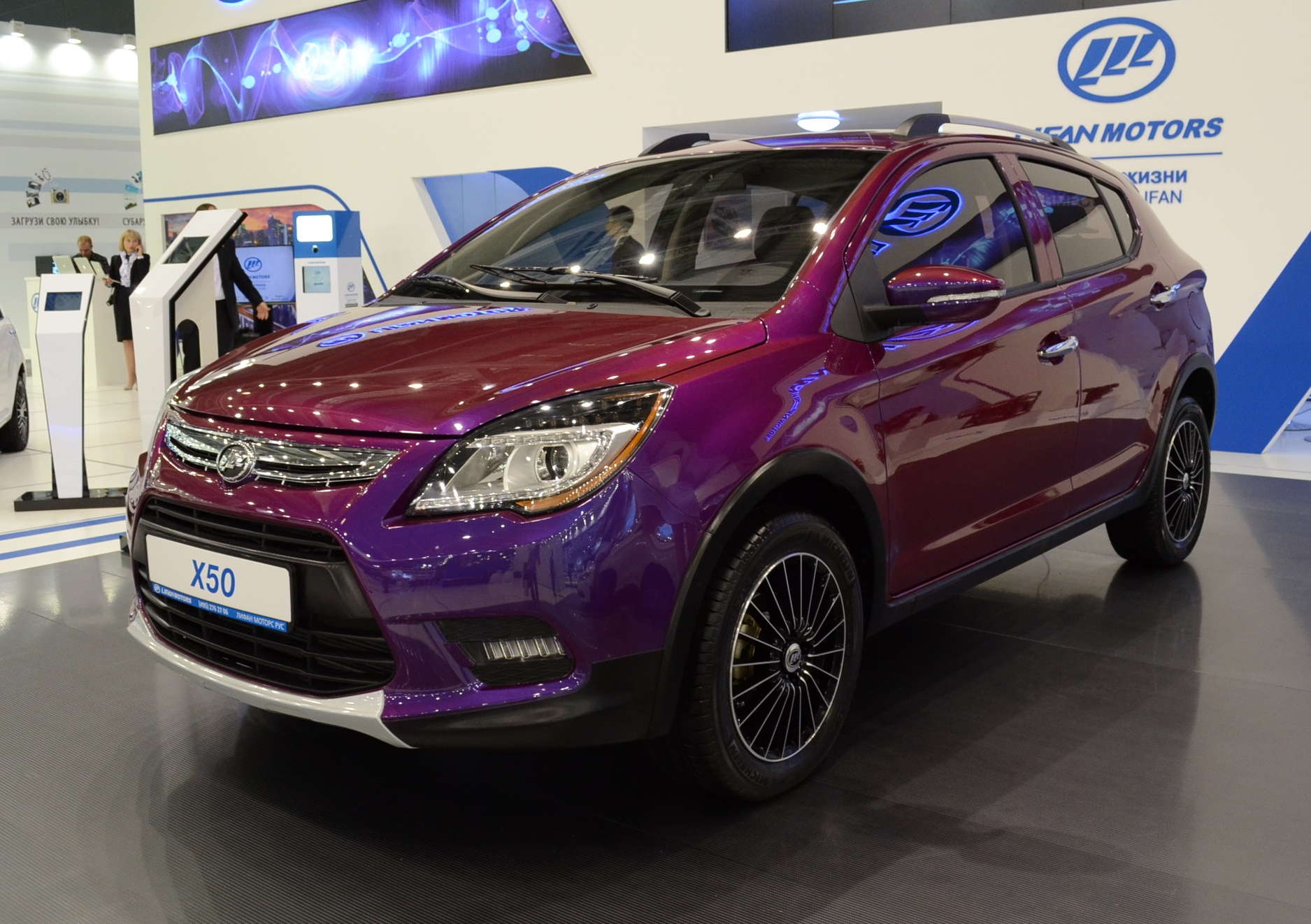
Lifan x50

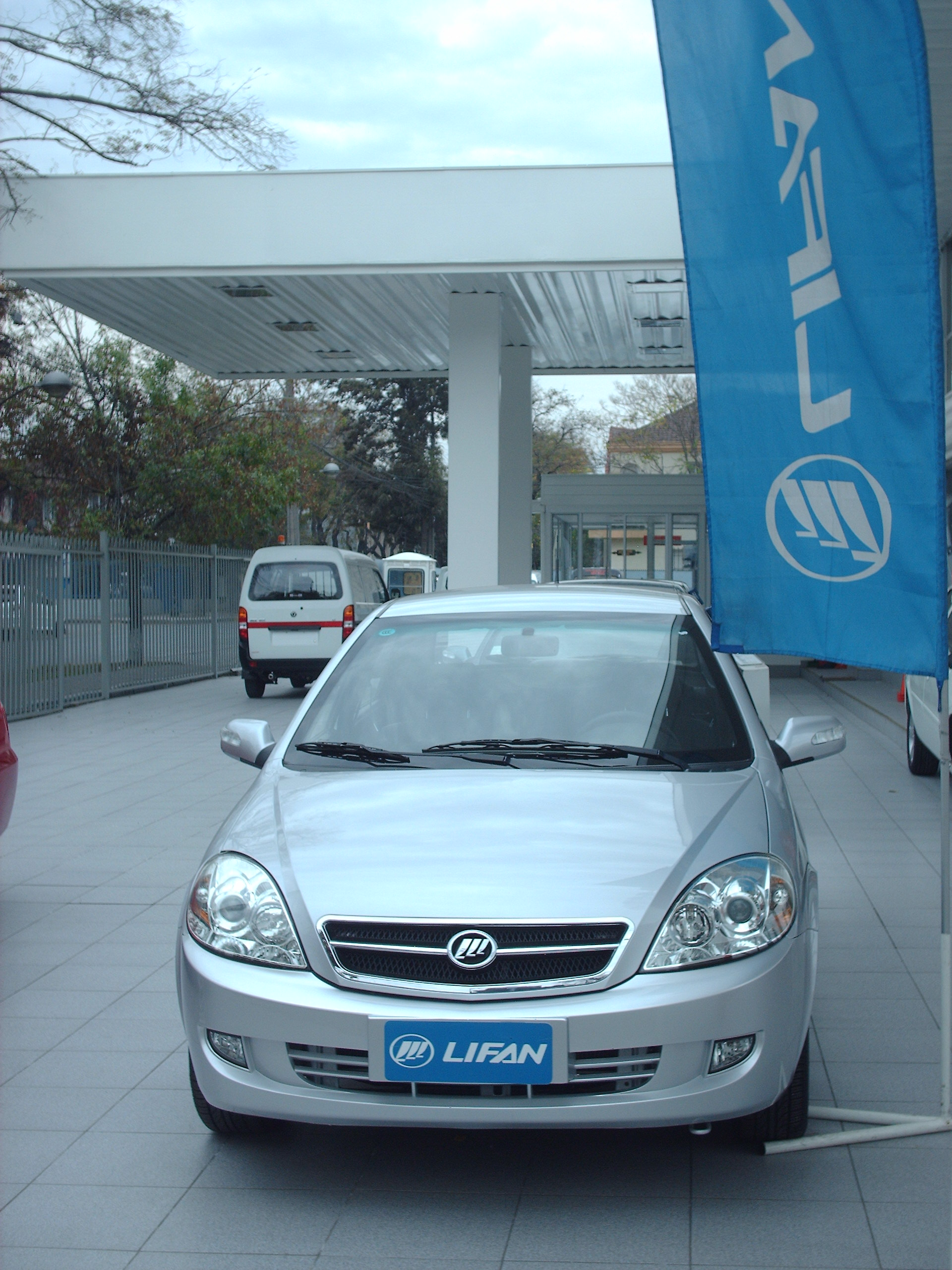
Une Lifan 520 au Chili.

Lifan Automobile est un constructeur chinois d'automobile. Il fait partie du groupe Lifan.

## Chronologie
- 2005 : Lifan se lance dans l'automobile avec la 520[1].
- 2006 : Lifan rachète l'usine Tritec, située à Campo Largo, au Brésil. Cette usine, propriété de BMW et Chrysler, devait construire des moteurs de Mini (BMW). Le constructeur Chinois comptait la démonter et la reconstruire à l'identique à Chongqing. Devant le refus des autorités brésiliennes, elle n'a pu en reprendre que l'outillage. Toutes les Lifan sont actuellement équipées de moteurs dérivés du Tritec.
- 2008 : deuxième modèle, la 620[2]. Lifan présente une citadine, la 320 et l'aligne en rallye[3]. À l'été, le constructeur traverse une grave crise financière[4] ce qui retarde d'autant la mise en production des 620 et 320, ainsi que le développement de ses futurs véhicules.
- 2009 : la 320 est produite[5]. Lifan présente son premier SUV, le 6450[6].

## Export
- 2007 : Arrivée au Vietnam [7], Russie, Iran via Kerman Motor
- 2008 : Arrivée au Pérou [8] Chili, Nigéria, Algérie [9]
- 2009 : Arrivée aux Philippines [10] Irak
- 2010 : Arrivée au Brésil
- 2015 : Arrivée en Argentine

## Lieu de production

### Assemblage
(qui dit assemblage dit CKD)
- 2006 : 
  - chaine d'assemblage au Vietnam à la suite d'un accord avec Bao Toan [11]
- 2007 : 
  - chaine d'assemblage en Éthiopie à la suite d'un accord avec Holland Car : la 520 est vendue sous le nom de «Abay», rejointe en 2009 par la 620 sous le nom de «Awash»,
  - en Iran à la suite d'un accord avec Kerman Motor [12],
  - en Russie à la suite d'un accord avec Derways [13]
- 2009 : 
  - chaine d'assemblage en Azerbaïdjan à la suite d'un accord avec Ganja [14]. Les voitures porteront le nom de NAZ-Lifan.
  - à nouveau en Éthiopie, après une rupture avec Holland Car, Lifan noue des liens avec Yangfan.
- 2010 : 
  - chaine d'assemblage en Uruguay
- 2011 : 
  - chaine d'assemblage en Irak à la suite d'un accord avec Zamzam[15]

## Modèles

### Gamme actuelle
- 650 EV
- 820
- Lotto
- Xuanlang
- X50
- Maiwei
- X60
- X70
- X80

### Anciens modèles
- 320[16]
- 330/330 EV
- 520/520i
- 530
- 620
- 630/630 EV
- 720
- Fengshun/Fengshun EV
- Xingshun